# HSBC Main Building
Le HSBC Main Building est l'immeuble qui abrite le siège de la banque HSBC pour Hong Kong. Il est situé au sud de Statue Square, au 1 Queen's Road Central dans le district de Central and Western sur l'Ile de Hong Kong. Conçu par l'architecte Norman Foster et achevé en 1985, il est le quatrième siège de HSBC à Hong Kong.
Il était, lors de sa création, le building le plus cher au monde. Il couta en effet plus d'un milliard de dollars américains au groupe HSBC. Sa façade en "cintre de vêtements" le distingue des autres building du central. À l'entrée se trouvent 2 lions orientés selon les règles du feng shui. Le rez-de-chaussée est totalement ouvert permettant un libre accès au public.
Norman Foster s'est directement inspiré des éléments structurels de la Suncorp Place à Sydney pour concevoir le HSBC Main Building.